# غريفونية تسمانية
غريفونية تسمانية (الاسم العلمي:Griffonia tessmannii) هي نوع من النباتات تتبع جنس الغريفونية من الفصيلة البقولية.